# Patheos
Patheos（パセオス）は、様々な宗教的及び無宗教的観点から情報と解説を提供する、非宗派、非党派のオンラインメディア企業。